# Ошана
Ошана (англ. Oshana Region) — является одной из 14 административных областей Намибии и находится в северной части страны. Площадь области составляет 8653 км² (самая маленькая из областей Намибии). Численность населения 176 674 человек (на 2011 год). Административный центр Ошаны — город Ошакати.

## География
Наибольшая часть территории области Ошана представляет сухую засушливую кустарниковую саванну.

## Население
В подавляющем большинстве область населяют представители народа овамбо.

## Административное деление
В административном отношении область разделена на 11 избирательных районов:
- Okaku
- Okatana
- Okatyali
- Ompundja
- Ondangwa Rural
- Ondangwa Urban
- Ongwediva
- Oshakati East
- Oshakati West
- Uukwiyu
- Uuvudhiya